# Buena Onda
La Buena Onda è una società di produzione cinematografica italiana fondata nel 2008 da Riccardo Scamarcio, Valeria Golino e Viola Prestieri. 
La produzione di Buena Onda investe su film innovativi e progetti sperimentali di qualità, con attenzione verso gli autori emergenti.
Il primo film prodotto è stato, nel 2010, il cortometraggio Armandino e il Madre, esordio alla regia di Valeria Golino, per il quale ha vinto il premio Nastro d'argento come miglior regista esordiente.

## Filmografia
Documentari
- L'uomo doppio, regia di Cosimo Terlizzi (2012)
- L'arte viva di Julian Schnabel, regia di Pappi Corsicato (2017)

Corti
- Armandino e il Madre, regia di Valeria Golino (2010)

Lungometraggi di finzione
- Miele, regia di Valeria Golino (2013)
- Per amor vostro, regia di Giuseppe M. Gaudino (2015)
- Pericle il nero, regia di Stefano Mordini (2016)
- Dei, regia di Cosimo Terlizzi (2018)